# Parietaria alsinifolia
Parietaria alsinifolia är en nässelväxtart som beskrevs av Del.. Parietaria alsinifolia ingår i släktet väggörter, och familjen nässelväxter. Inga underarter finns listade i Catalogue of Life.